# Муч
Муч (хорв. Muć) – громада в Сплітсько-Далматинській жупанії Хорватії.

## Населення
Населення громади за даними перепису 2011 року становило 3882 осіб. 
Динаміка чисельності населення громади:

## Населені пункти
До громади Муч входять: 
- Брачевич
- Цриваць
- Донє Огор'є
- Донє Постинє
- Доній Муч
- Гиздаваць
- Горнє Огор'є
- Горнє Постинє
- Горній Муч
- Мала Милешина
- Неорич
- Прибуде
- Радунич
- Рамляне
- Сутина
- Велика Милешина
- Зелово

## Клімат
Середня річна температура становить 11,76°C, середня максимальна – 25,28°C, а середня мінімальна – -2,62°C. Середня річна кількість опадів – 914 мм.
| Клімат поселення                              | Клімат поселення | Клімат поселення | Клімат поселення | Клімат поселення | Клімат поселення | Клімат поселення | Клімат поселення | Клімат поселення | Клімат поселення | Клімат поселення | Клімат поселення | Клімат поселення | Клімат поселення |
| Показник                                      | Січ.             | Лют.             | Бер.             | Квіт.            | Трав.            | Черв.            | Лип.             | Серп.            | Вер.             | Жовт.            | Лист.            | Груд.            |                  |
| Середній максимум, °C                         | 8,93             | 9,25             | 12,34            | 15,92            | 20,71            | 24,62            | 25,25            | 25,28            | 21,04            | 16,64            | 11,62            | 8,84             |                  |
| Середня температура, °C                       | 3,16             | 3,48             | 6,56             | 10,14            | 14,93            | 18,84            | 21,16            | 21,16            | 16,93            | 12,56            | 7,52             | 4,74             |                  |
| Середній мінімум, °C                          | −2,62            | −2,3             | 0,78             | 4,35             | 9,15             | 13,06            | 17,05            | 17,07            | 12,82            | 8,45             | 3,43             | 0,64             |                  |
| Норма опадів, мм                              | 74               | 66               | 72               | 78               | 64               | 64               | 43               | 56               | 81               | 101              | 117              | 98               |                  |
| Середньомісячна швидкість вітру, м/с          | 2.70             | 2.97             | 3.06             | 2.91             | 2.61             | 2.31             | 2.31             | 2.20             | 2.45             | 2.56             | 3.05             | 3.07             |                  |
| Середньомісячна сонячна радіація, кДж/м²·день | 5481             | 8209             | 11803            | 16176            | 19944            | 22522            | 24083            | 21287            | 15906            | 10343            | 5914             | 4628             |                  |
| --------------------------------------------- | ---------------- | ---------------- | ---------------- | ---------------- | ---------------- | ---------------- | ---------------- | ---------------- | ---------------- | ---------------- | ---------------- | ---------------- | ---------------- |
| Джерело:                                      |                  |                  |                  |                  |                  |                  |                  |                  |                  |                  |                  |                  |                  |